# Cymbal

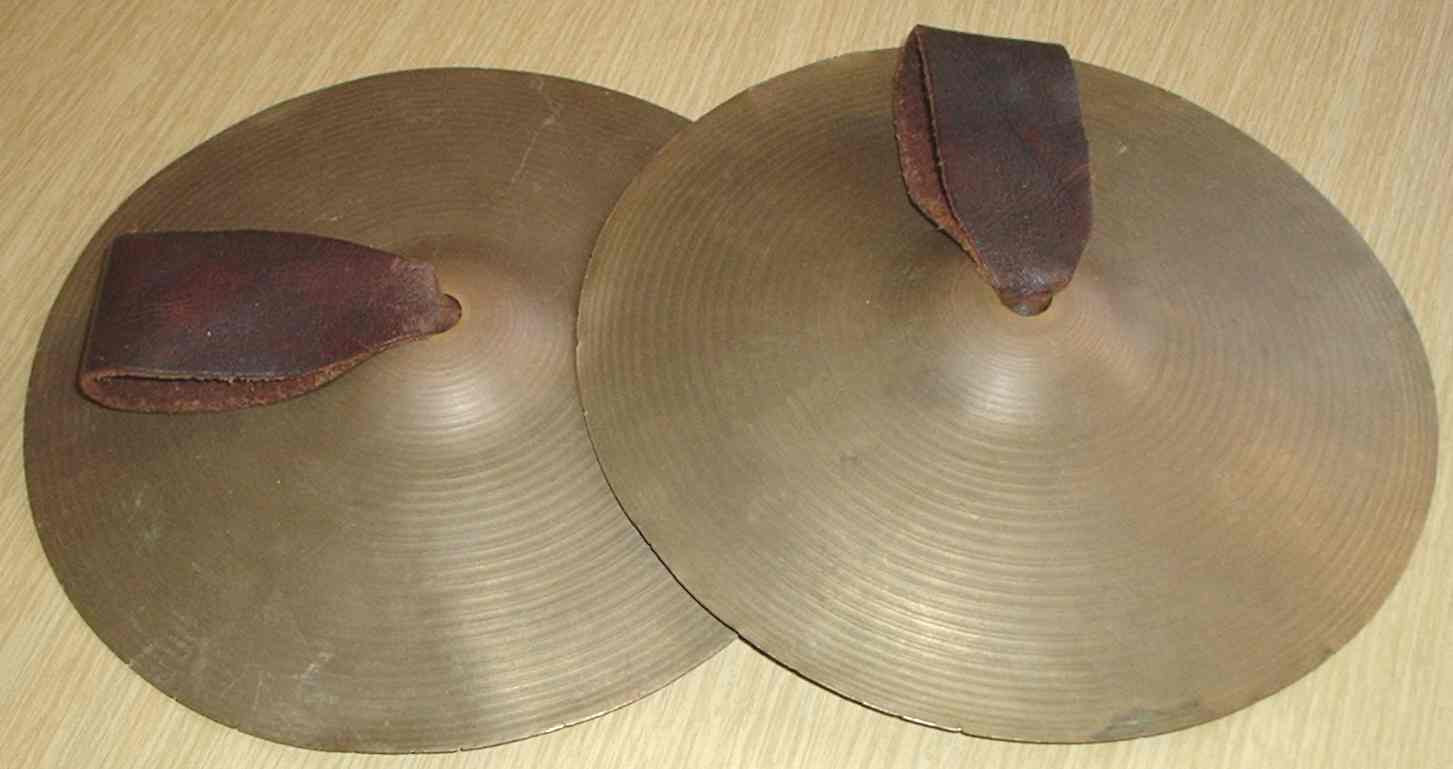
Cymbaler med "stroppar" i läder.

Cymbal (även bäcken, piatti, cinelli, cimbanelli, piattini) är ett slaginstrument, som består av en konvex metallplatta. Inom konstmusiken används cymbalerna två och två, varvid de slås mot varandra för att skapa ljud. Den typen av användning förekommer även i marschmusik. Välbekanta partier med cymbaler förekommer i Richard Wagners ouvertyr till operan Lohengrin och Verdis ouvertyrer till operorna Rigoletto och Otello.  
Cymbaler ingår i de trumset eller batterier, som används i jazz- och populärmusik. Oftast slår man an med trumstockar (trumpinnar) eller så kallade stålvispar. Då kallas de ofta parcymbaler, bäckar eller piatti a due.

## Cymbaltyper inom jazz- och populärmusik
- Crashcymbaler används mycket inom modern populärmusik och finns i många former: stora, små, tunna och tjocka. Det vanligaste användningsområdet inom popmusik är att markera första taktslaget i en ny del av låten (vers, refräng med mera). Crashcymbalerna har ofta ett relativt tungt ljud och de används gärna i par med olika stämning för att antingen ge ett fylligare ljud när båda slås an samtidigt eller som markering när de anslås i följd (exempelvis den ena på sista takten i en fras och den andra på den första takten i nästa fras).

- Splashcymbalen är en liten cymbal (oftast i storleken 10 eller 12 tum) vilken ofta låter ljust, men inte alltid. Den används ofta som effekter i musiken på andra ställen än crashcymbaler, men även i andra sammanhang beroende slagverkarens önskan.

- Ridecymbalen sitter ofta långt till höger i trumsetet och är vanligen omkring 20 tum stor. Med sitt "plingande" ljud används den främst för att slå an sextondelar, åttondelar eller fjärdedelar, precis som på hi-haten. Som namnet antyder används den ofta för "riding" (konstant användande), speciellt inom jazz där den är vanlig vid shuffle och swing. Den kan dock även användas för mycket mer avancerade mönster.

- Sisselcymbalen är en speciell typ av ridecymbal, som används mycket inom jazz- och populärmusik. Den är preparerad med nitar ute i cymbalens ytterkant, vilket tar bort en del av attacken och förlänger utklingningstiden. Detta ger dessutom upphov till ett "sisslande" eller tunt väsande ljud.

- Hi-hat har två cymbaler horisontellt placerade ovanför varandra. Med en pedal kan cymbalerna slås ihop, men hi-haten spelas framförallt med trumstock eller stålvisp. Den är ett mycket vanligt slagverksinstrument i moderna trumset. Genom att slå 1-å-2-å-3-å-4-å (åttondelar) med hi-Haten och sedan spela med bastrumman på 1:an och 3:an och virveltrumman på 2:an och 4:an så har man ett av trumspelandets grundackompanjemang - ofta det första man lär sig.

- Chinacymbalen används främst till starka accenter, men även till annat. Den har en något böjlig form och man brukar ofta använda den upp och ner för att inte förstöra trumstockarna. Den förekommer oftast i storleken 18 tum.

## Bilder

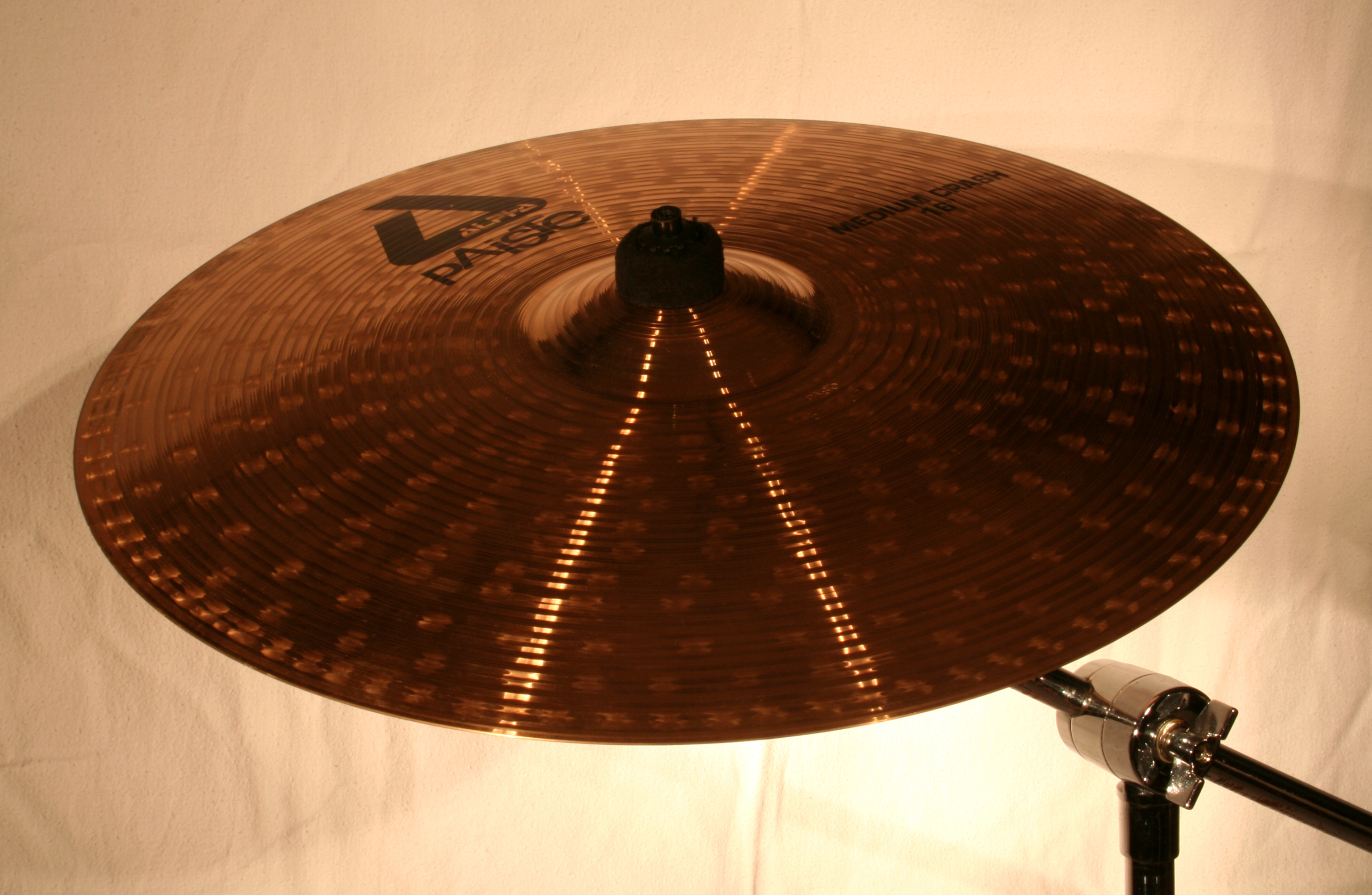
16-tums crashcymbal
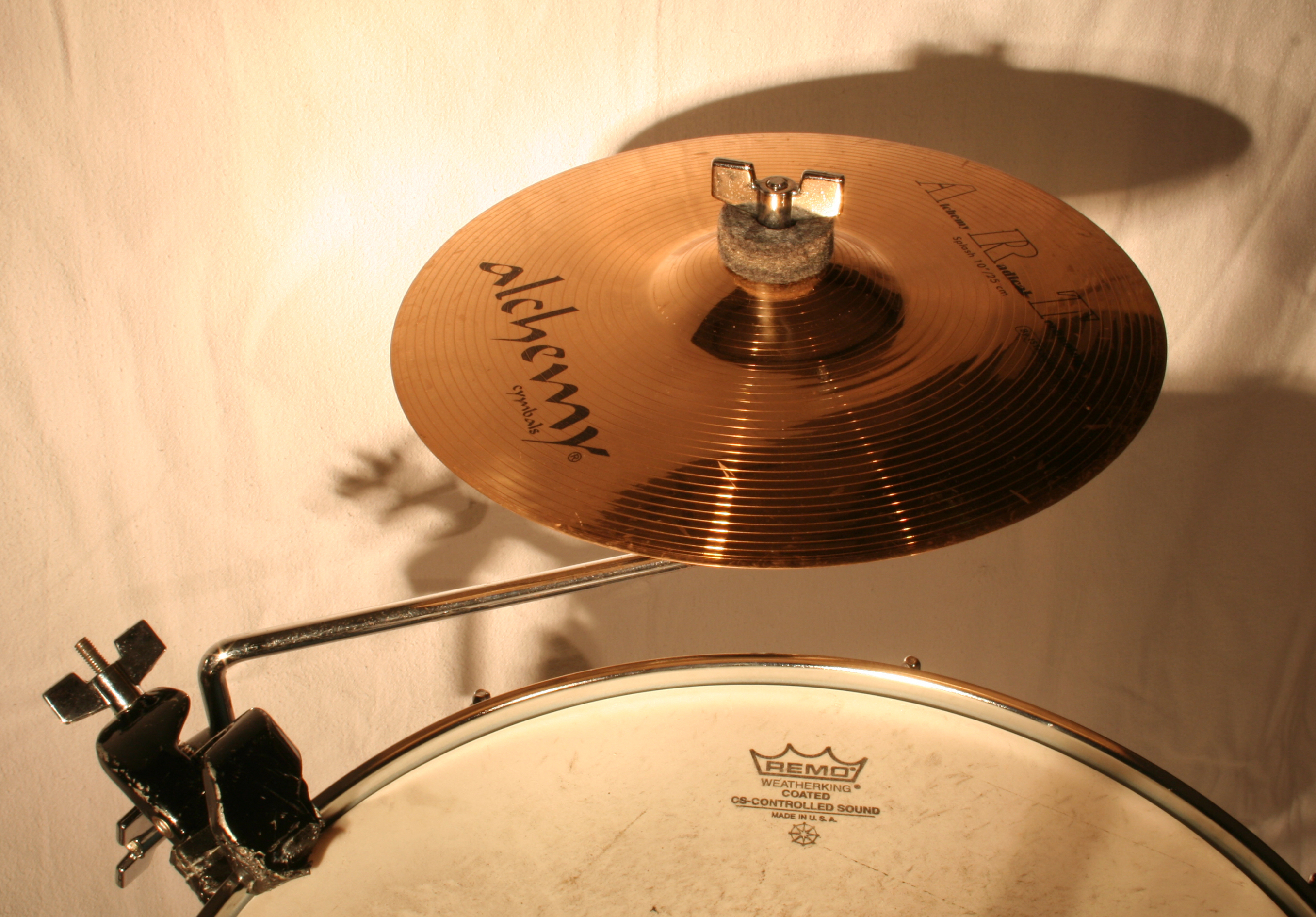
10-tums splashcymbal
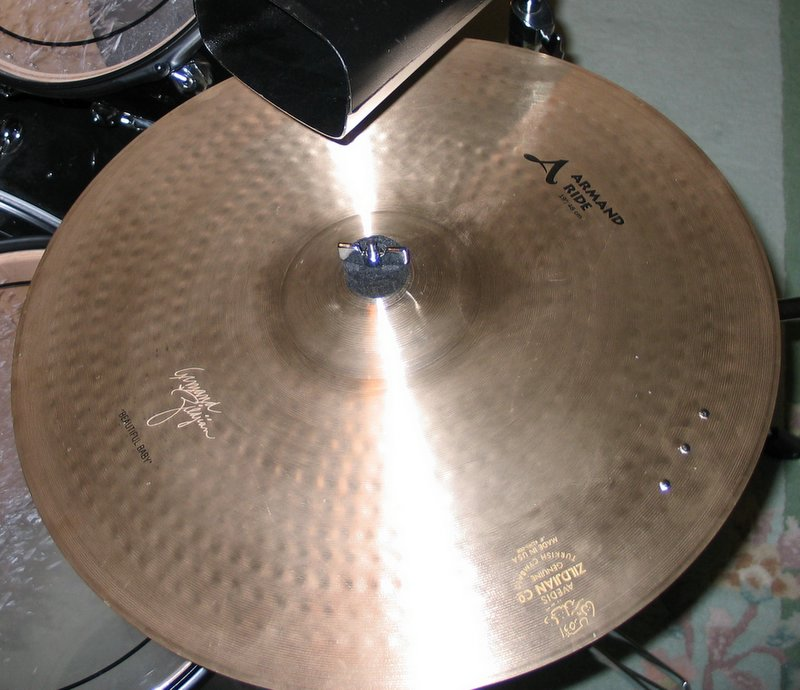
19-tums ridecymbal
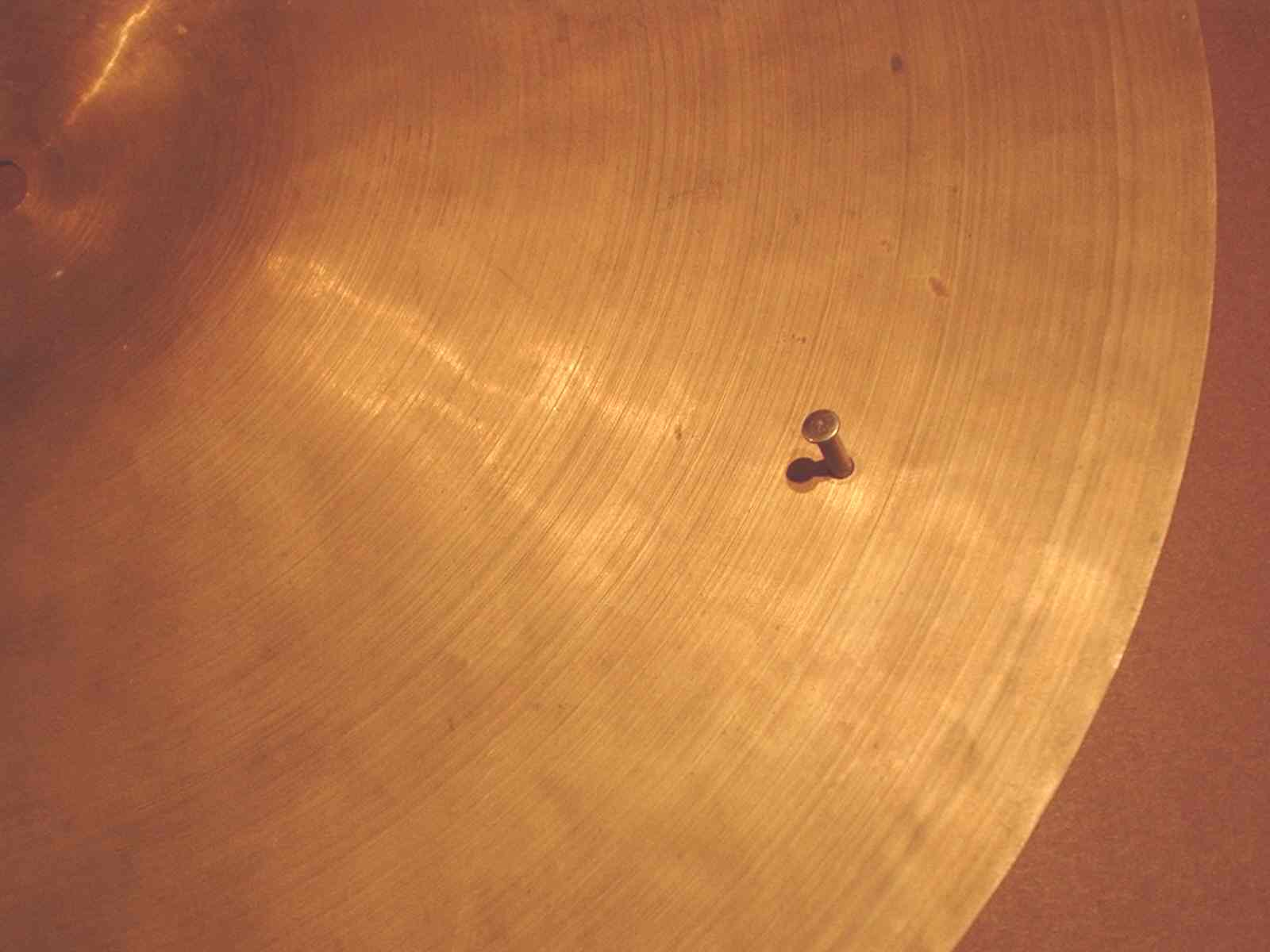
Sisselcymbal med en nit synlig
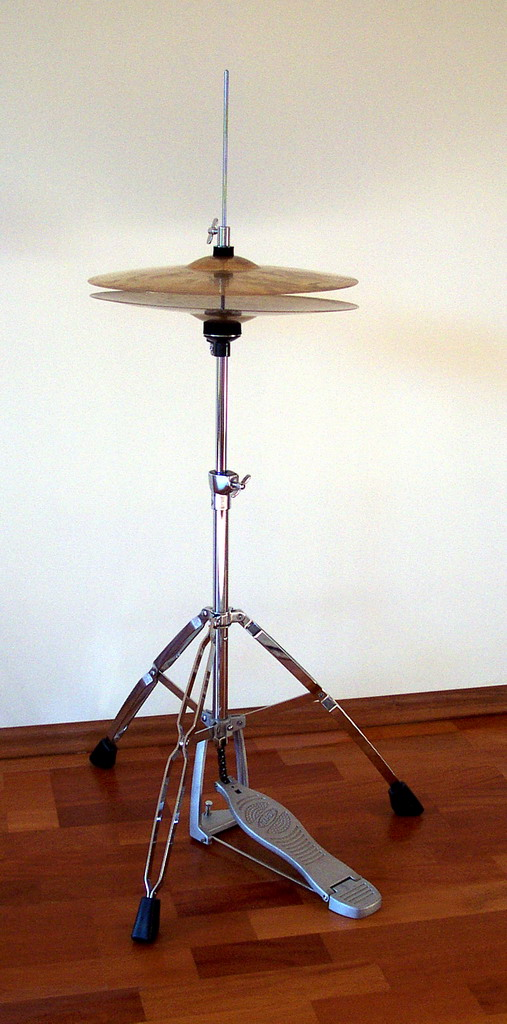
Hi-hat (cymbaler och stativ/fotpedal)
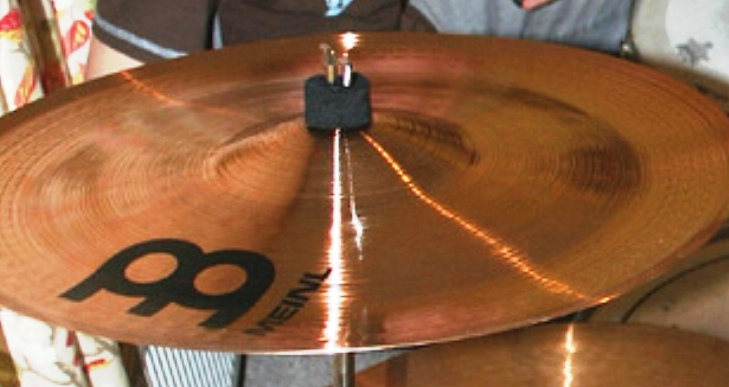
Chinacymbal med den karakteristiskt uppböjda ytterkanten